# Sočkovac
Sočkovac (cyr. Сочковац) – wieś w Bośni i Hercegowinie, w Republice Serbskiej, w gminie Petrovo. W 2013 roku liczyła 768 mieszkańców.